# Chiaravalle Centrale
Chiaravalle Centrale est une commune italienne de la province de Catanzaro, dans la région Calabre.

## Lieux touristiques
- Convento dei Padri Cappuccini
- Chiesa Matrice
- Chiesa di Santa Maria della Pietra

## Administration
| Période                                  | Période | Identité | Étiquette | Qualité |
| ---------------------------------------- | ------- | -------- | --------- | ------- |
|                                          |         |          |           |         |
| Les données manquantes sont à compléter. |         |          |           |         |

### Communes limitrophes
Argusto, Capistrano, Cardinale, Petrizzi, San Vito sullo Ionio, Torre di Ruggiero